# Vergílio Ferreira
Vergílio António Ferreira, (Melo, Gouveia, 28 de enero de 1916 — Lisboa, 1 de marzo de 1996) fue un escritor portugués. Galardonado con el Premio Camões en 1992. Su nombre continúa asociado actualmente a la literatura a través del Premio Vergílio Ferreira.

## Biografía
Vergílio Ferreira era hijo de António Augusto Ferreira y Josefa Ferreira. En 1920, sus padres emigraron a los Estados Unidos, dejándolo, junto con sus hermanos, al cuidado de sus tías maternas. Esta dolorosa separación la describió en Nitido Nulo. La nieve, que será uno de los elementos fundamentales de su imaginario romántico, es el fondo de su infancia y adolescencia pasadas en la zona de la sierra da Estrela. 
A los 10 años, después de una peregrinación a Lourdes, entró en el seminario de Fundão, donde estará durante seis años. Esta larga vivencia en vacío, separada y decepcionante, será el tema central de Manhã Submersa.
En 1932, dejó el seminario y concluyó el curso en el instituto de la Guarda. Comenzó ya a dedicarse a la poesía. Entró en la Facultad de Letras de la Universidad de Coímbra, y continuó dedicándose a la poesía, nunca publicada, salvo algunos versos que recuerda en Conta-Corrente. 
Se licenció en Filología Clásica en 1940. Se formó como profesor (hay referencias a los profesores en sus libros Manhã Submersa y Aparição), en distintos lugares, pero destacará definitivamente como escritor. Concluyó sus prácticas en el instituto D. João III (1942), de Coímbra, y comenzó su actividad docente en Faro.

## Escritor
Su vasta obra, generalmente dividida en ficción (novela, cuento), ensayo y diario personal, acostumbra a ser agrupada en dos períodos literários: el Neo-realismo y el Existencialismo. Se considera que Mudança, de 1949, es la obra que marca la transición entre los dos períodos, y cuyo título es profético, pues abre al autor a mundos cada vez más desolados y exaltantes.
Hay en Ferreira un patetismo temático y estilístico, que están conectadoss con Malraux y Camus, pero su tono existenciario remite a Kierkegaard, Unamuno, Bergson, y hasta cierto punto Ortega, Jaspers, Sartre o Foucault.
En 1939, escribe su primera novela, O Caminho Fica Longe.  Publica el ensayo Teria Camões lido Platão?, y, durante las vacaciones, en Melo, escribe Onde Tudo Foi Morrendo. 
En 1944, se trasladó al instituto de Braganza, publica Onde Tudo Foi Morrendo y escribe Vagão "J", que publicó en 1946, en el mismo año en se casó con Regina Kasprzykowsky, profesora polaca que se había refugiado en Portugal desde la guerra; permanecieron juntos hasta la muerte de Vergílio.
Tras su paso por el instituto de Évora (donde escribió la novela Manhã Submersa, 1953), pasó a enseñar en Lisboa, manteniéndose ya, hasta el fin, en el instituto Camões. Mantuvo la escritura de novelas, como Alegría Breve, Nítido nulo, Para siempre o En nombre de la Tierra, en donde se acnetúa el subjetivismo del narrador.
Pero sucesivamente entregó ensayos y otros escritos: Espaço do Invisivel (cuatro tomos), Invocación a mi cuerpo, Um Escritor Apresenta-se y Arte Tempo, así como los nueve volúmenes de diarios, Conta-Corrente y Pensar, un conjunto de reflexiones próximas de las anteriores, pero sustraídas ya de la cronología del dietario.
Vergílio Ferreira falleció en Lisboa en 1996, en su casa de Lisboa. Se realizó el funeral en el cementerio de Melo, su lugar natal; y, a petición suya, fue enterrado en el ala de dicho cementerio que tiene vistas a la gran cumbre portuguesa, la Sierra de la Estrella.
En 1980, el realizador Lauro António adaptó al cine la novela Manhã Submersa; Vergílio Ferreira interpretó uno de los principales papeles, el del Rector del Seminario; trabajó junto con otros actores de la escena portuguesa, como Eunice Muñoz, Henrique Canto e Castro, Jacinto Ramos y Carlos Wallenstein. 
Su obra fue traducida parcialmente al español en la centuria pasada. En el siglo XXI se han vertido: En nombre de la Tierra, Para siempre, Nítido nulo y Cartas a Sandra.

## Obras

### Ficción
1943 O Caminho fica Longe
1944 Onde Tudo foi Morrendo
1946 Vagão "J"
1949 Mudança
1953 A Face Sangrenta 
1953 Manhã Submersa
1959 Aparição. Tr.: Aparición, Cátedra, 1984 ISBN 978-84-376-0492-3
1960 Cântico Final
1962 Estrela Polar
1963 Apelo da Noite
1965 Alegria Breve. Tr.: Alegría Breve, Seix-Barral, 1973 ISBN 978-84-322-0238-4
1971 Nitido Nulo. Tr.: Nítido nulo, Seix-Barral, 1975; y Acantilado, 2011 ISBN 978-84-15277-33-0
1972 Apenas Homens
1974 Rápida, a Sombra
1976 Contos
1979 Signo Sinal
1983 Para Sempre. Tr.: Para siempre, Acantilado, 2005. ISBN 978-84-96489-13-4
1986 Uma Esplanada Sobre o Mar
1987 Até ao Fim
1990 Em Nome da Terra. Tr.: En nombre de la Tierra, Acantilado, 2003 ISBN 978-84-95359-67-4
1993 Na Tua Face
1996 Cartas a Sandra. Tr.: Cartas a Sandra, Acantilado, 2010

### Ensayos
1943 Sobre o Humorismo de Eça de Queirós
1957 Do Mundo Original
1958 Carta ao Futuro
1963 Da Fenomenologia a Sartre
1963 Interrogação ao Destino, Malraux 
1965 Espaço do Invisivel I
1969 Invocação ao Meu Corpo. Tr.: Invocación a mi cuerpo, Acantilado, 2003. ISBN 978-84-96136-30-4
1976 Espaço do Invisivel II
1977 Espaço do Invisivel III
1981 Um Escritor Apresenta-se
1987 Espaço do Invisivel IV
1988 Arte Tempo

### Diarios
1980 Conta-Corrente I
1981 Conta-Corrente II
1983 Conta-Corrente III
1986 Conta-Corrente IV
1987 Conta-Corrente V
1992 Pensar. Tr.: Pensar, Acantilado, 2007. ISBN 978-84-96136-70-0
1993 Conta-Corrente-nova série I
1993 Conta-Corrente-nova série II
1994 Conta-Corrente-nova série III
1994 Conta-Corrente-nova série IV